# Veikkausliiga 2017
Die Veikkausliiga 2017 war die 28. Spielzeit der höchsten finnischen Spielklasse im Fußball der Männer unter diesem Namen sowie die 87. Saison seit deren Einführung im Jahre 1930. Die Saison startete am 5. April und endete am 28. Oktober 2017.
Am 28. Spieltag wurde HJK Helsinki durch den 1:0-Sieg über IFK Mariehamn zum 28. finnischer Meister. Am Saisonende hatte der Club aus der Hauptstadt 20 Punkte Vorsprung vor Kuopion PS und Ilves Tampere. Am vorletzten Spieltag stand Aufsteiger JJK Jyväskylä als Absteiger fest. Helsingfors IFK musste als Verlierer der Relegation ebenfalls absteigen.

## Modus
Die Meisterschaft wurde in einer Dreifachrunde ausgespielt. Jede Mannschaft bestritt somit 33 Saisonspiele. Der Tabellenletzte stieg direkt ab, der Vorletzte musste in die Relegation.

## Teilnehmende Mannschaften
| Verein                       | Stadt     | Stadion                   | Kapazität |
| ---------------------------- | --------- | ------------------------- | --------- |
| FC Lahti                     | Lahti     | Stadion Lahti             | 14.465    |
| Helsingfors IFK HJK Helsinki | Helsinki  | Sonera Stadium            | 10.770    |
| IFK Mariehamn                | Mariehamn | Wiklöf Holding Arena      | 05.637    |
| Inter Turku                  | Turku     | Veritas-Stadion           | 09.372    |
| JJK Jyväskylä                | Jyväskylä | Harjun stadion            | 03.000    |
| Kuopion PS                   | Kuopio    | Magnum Areena             | 04.700    |
| PS Kemi Kings                | Kemi      | Sauvosaaren urheilupuisto | 04.500    |
| Rovaniemi PS                 | Rovaniemi | Rovaniemen keskuskenttä   | 04.768    |
| Seinäjoen JK                 | Seinäjoki | OmaSP Stadion             | 06.000    |
| Ilves Tampere                | Tampere   | Tammela Stadion           | 05.040    |
| Vaasan PS                    | Vaasa     | Elisa Stadion             | 06.009    |

## Abschlusstabelle
| Pl. | Verein            | Sp. | S  | U  | N  | Tore    | Diff. | Punkte |
| --- | ----------------- | --- | -- | -- | -- | ------- | ----- | ------ |
| 1.  | HJK Helsinki      | 33  | 23 | 7  | 3  | 078:160 | +62   | 76     |
| 2.  | Kuopion PS        | 33  | 16 | 8  | 9  | 051:360 | +15   | 56     |
| 3.  | Ilves Tampere     | 33  | 15 | 11 | 7  | 039:350 | +4    | 56     |
| 4.  | FC Lahti          | 33  | 12 | 13 | 8  | 046:310 | +15   | 49     |
| 5.  | IFK Mariehamn (M) | 33  | 13 | 10 | 10 | 044:420 | +2    | 49     |
| 6.  | Seinäjoen JK (P)  | 33  | 13 | 8  | 12 | 042:470 | −5    | 47     |
| 7.  | Rovaniemi PS      | 33  | 12 | 6  | 15 | 043:510 | −8    | 42     |
| 8.  | Vaasan PS         | 33  | 9  | 12 | 12 | 038:510 | −13   | 39     |
| 9.  | Inter Turku (R)   | 33  | 10 | 8  | 15 | 054:570 | −3    | 38     |
| 10. | PS Kemi Kings     | 33  | 8  | 8  | 17 | 038:590 | −21   | 32     |
| 11. | Helsingfors IFK   | 33  | 6  | 11 | 16 | 037:540 | −17   | 29     |
| 12. | JJK Jyväskylä (N) | 33  | 6  | 8  | 19 | 032:630 | −31   | 26     |

Platzierungskriterien: 1. Punkte – 2. Tordifferenz – 3. geschossene Tore

| (M) | amtierender Meister            |
| (P) | amtierender Pokalsieger        |
| (R) | Gewinner der Relegationsspiele |
| (N) | Neuaufsteiger                  |

## Kreuztabelle
| Spieltage 1–22  | HJK Helsinki | Kuopion PS | Ilves Tampere | FC Lahti | IFK Mariehamn | Seinäjoen JK | Rovaniemi PS | Vaasan PS | Inter Turku | PS Kemi Kings | Helsingfors IFK | JJK Jyväskylä |
| --------------- | ------------ | ---------- | ------------- | -------- | ------------- | ------------ | ------------ | --------- | ----------- | ------------- | --------------- | ------------- |
| HJK Helsinki    |              | 2:0        | 2:0           | 0:0      | 2:0           | 6:0          | 0:1          | 5:0       | 1:1         | 3:1           | 2:0             | 4:0           |
| Kuopion PS      | 0:2          |            | 0:1           | 2:2      | 1:2           | 1:1          | 3:0          | 2:2       | 2:1         | 3:0           | 2:1             | 1:0           |
| Ilves Tampere   | 1:1          | 1:0        |               | 1:1      | 3:0           | 1:0          | 0:2          | 0:0       | 0:2         | 2:4           | 4:3             | 2:1           |
| FC Lahti        | 0:0          | 1:2        | 0:0           |          | 6:2           | 1:0          | 1:1          | 0:0       | 1:0         | 1:0           | 4:1             | 1:1           |
| IFK Mariehamn   | 1:1          | 2:1        | 2:2           | 0:2      |               | 0:0          | 2:1          | 1:1       | 5:0         | 3:0           | 1:1             | 5:2           |
| Seinäjoen JK    | 0:6          | 1:0        | 1:2           | 1:1      | 1:1           |              | 3:0          | 0:1       | 0:3         | 1:0           | 3:3             | 1:0           |
| Rovaniemi PS    | 1:4          | 0:1        | 1:0           | 1:0      | 3:0           | 1:2          |              | 2:4       | 2:0         | 3:1           | 2:2             | 2:1           |
| Vaasan PS       | 2:1          | 2:2        | 0:2           | 0:2      | 0:0           | 1:3          | 1:0          |           | 3:2         | 3:3           | 1:1             | 1:1           |
| Inter Turku     | 1:1          | 1:1        | 1:1           | 0:0      | 1:1           | 0:1          | 6:2          | 0:1       |             | 1:3           | 3:0             | 4:0           |
| PS Kemi Kings   | 0:1          | 1:4        | 0:0           | 1:1      | 3:0           | 3:1          | 1:1          | 0:1       | 2:1         |               | 0:0             | 1:1           |
| Helsingfors IFK | 0:0          | 1:4        | 0:1           | 1:2      | 1:1           | 0:2          | 1:0          | 2:1       | 0:2         | 0:2           |                 | 0:0           |
| JJK Jyväskylä   | 1:5          | 0:0        | 3:1           | 1:3      | 1:0           | 0:2          | 1:1          | 1:4       | 1:2         | 2:1           | 0:3             |               |

| Spieltage 23–33 | HJK Helsinki | Kuopion PS | Ilves Tampere | FC Lahti | IFK Mariehamn | Seinäjoen JK | Rovaniemi PS | Vaasan PS | Inter Turku | PS Kemi Kings | Helsingfors IFK | JJK Jyväskylä |
| --------------- | ------------ | ---------- | ------------- | -------- | ------------- | ------------ | ------------ | --------- | ----------- | ------------- | --------------- | ------------- |
| HJK Helsinki    |              | 1:0        | –             | 3:0      | 1:0           | –            | 2:3          | –         | –           | 4:0           | 2:1             | –             |
| Kuopion PS      | –            |            | –             | –        | 2:1           | 2:1          | 1:1          | –         | –           | –             | 3:2             | 2:1           |
| Ilves Tampere   | 1:4          | 1:0        |               | 2:1      | –             | –            | 3:2          | –         | –           | 1:0           | 2:1             | –             |
| FC Lahti        | –            | 1:1        | –             |          | 0:1           | –            | 1:1          | –         | –           | 0:1           | 2:1             | –             |
| IFK Mariehamn   | –            | –          | 0:1           | –        |               | 2:1          | –            | 1:0       | 2:1         | 3:2           | –               | 2:1           |
| Seinäjoen JK    | 0:2          | –          | 0:0           | 1:0      | –             |              | –            | 2:1       | 5:0         | –             | –               | 0:4           |
| Rovaniemi PS    | –            | –          | –             | –        | 0:3           | 0:3          |              | 3:0       | 4:2         | 0:1           | –               | 2:0           |
| Vaasan PS       | 0:3          | 1:3        | 1:1           | 2:1      | –             | –            | –            |           | 2:2         | –             | 1:2             | –             |
| Inter Turku     | 1:3          | 1:2        | 2:2           | 1:6      | –             | –            | –            | –         |             | –             | 4:1             | –             |
| PS Kemi Kings   | –            | 1:3        | –             | –        | –             | 3:3          | –            | 1:1       | 1:5         |               | 1:2             | 1:2           |
| Helsingfors IFK | –            | –          | –             | –        | 0:0           | 2:2          | 1:0          | –         | –           | 4:0           |                 | 1:1           |
| JJK Jyväskylä   | 0:4          | –          | 0:0           | 2:4      | –             | –            | –            | 2:0       | 1:3         | –             | –               |               |

## Relegation
Der 2. der Ykkönen 2017 spielte gegen den 11. der Veikkausliiga 2017 in der Relegation. Das Hinspiel fand am 1. und das Rückspiel am 4. November 2017 statt. Honka Espoo qualifizierte sich aufgrund der Auswärtstorregel für die Veikkausliiga 2018.
|                | Gesamt    |                 | Hinspiel | Rückspiel |
| -------------- | --------- | --------------- | -------- | --------- |
| FC Honka Espoo | (a)1:1(a) | Helsingfors IFK | 0:0      | 1:1       |

## Torschützenliste
| Platz | Spieler              | Mannschaft      | Tore |
| ----- | -------------------- | --------------- | ---- |
| 01.   | Aleksei Kangaskolkka | IFK Mariehamn   | 16   |
| 02.   | Tuco                 | Ilves Tampere   | 15   |
| 02.   | Filip Valenčič       | HJK Helsinki    | 15   |
| 04.   | Akseli Pelvas        | HJK Helsinki    | 14   |
| 05.   | Marko Simonovski     | FC Lahti        | 13   |
| 06.   | Billy Ions           | Seinäjoen JK    | 12   |
| 07.   | Gaël Etock           | JJK Jyväskylä   | 11   |
| 07.   | Alfredo Morelos      | HJK Helsinki    | 11   |
| 09.   | Pekka Sihvola        | Helsingfors IFK | 10   |
| 10.   | Timo Furuholm        | Inter Turku     | 09   |
| 10.   | Stênio               | FC Lahti        | 09   |
| 10.   | Benjamin Källman     | Inter Turku     | 09   |
| 10.   | Gbolahan Salami      | Kuopion PS      | 09   |
| 10.   | Urho Nissilä         | Kuopion PS      | 09   |